# Volumenanalyse
Die Volumenanalyse ist ein Teilgebiet der technischen Analyse. Das Wesen der Volumen-Analyse ist die Betonung des Volumens, um einen Kursverlauf als stark oder schwach einzustufen. 
Es gilt die Grundregel: „Der Preis kann nicht weit laufen, ohne dass das Volumen die Richtung bestätigt.“

## Ziel
Die Volumen-Analyse ist die Untersuchung des Kursverhaltens unter dem Einfluss des Handelsvolumens. Ziel ist es, einen Einblick in die Angebot- und Nachfragestruktur zu erhalten, um zukünftige Börsenkurse zu prognostizieren. Starke Börsentrends sollten immer erhöhtes Volumen in Trendrichtung aufweisen. Würde z. B. das Handelsvolumen in einem Aufwärtstrend abnehmen, dann ist davon auszugehen, dass sich die Nachfrage ebenfalls reduziert. So ist es möglich frühzeitig Trendschwächen aufzudecken, und entsprechende Vorsichtsmaßnahmen zu treffen.

## Tape-Reading
Der Vorreiter der Volumenanalyse ist das Tape-Reading. Richard D. Wyckoff (1873–1934) war der erste, der das Tape-Reading systematisiert hat. Die Techniken sind alt, jedoch uneingeschränkt gültig. Damals wurde zur Kursübermittlung ein Ticker-Band (Tape) benutzt. Das Ticker-Band enthielt das Aktiensymbol, den Kurs und das aufgewendete Handelsvolumen. Wyckoff definierte Tape-Reading als die „Kunst der Bestimmung des sofortigen Preistrends“.

## Grundprinzipien der Volumenanalyse
1. Ein gesunder steigender Kurstrend hat ein ansteigendes Volumen. Dazwischen gibt es Rücksetzer mit vermindertem Volumen. Ein gesunder fallender Kurstrend hat ebenfalls ansteigendes Volumen. Nur in diesem Fall ist die fallende Bewegung mit mehr Volumen ausgestattet.
2. Eine plötzliche Volumenspitze deutet auf eine hohe emotionale Beteiligung der Marktteilnehmer hin. Die Volumenspitzen haben eine kurzfristig stoppende Wirkung in der Kursbewegung.
3. Ein müder Preisfortschritt ohne Volumen deutet auf einen Interessenmangel der Marktteilnehmer hin. In einem solchen Fall kann es schnelle Umkehrbewegungen geben. Der Markt ist nur schwer prognostizierbar – er benötigt neue Impulse, um neue Marktteilnehmer anzulocken.

## Die drei Formen der Volumenaktivität
1. Steigendes Volumen unter einen ansteigenden Preis mit zwischenzeitlichen Rücksetzern. Die Rücksetzer haben vermindertes Volumen. Dies ist ein gesunder Aufwärtstrend. (Vice versa für den Abwärtstrend)
2. Steigendes Volumen unter einem gleichbleibenden Preis. Der Markt hat ein distributives Verhalten. Eine mögliche Kursumkehr wird vorbereitet.
3. Ein schwaches Volumen und ein müder Kursfortschritt. Ein geringes Angebot trifft auf eine geringe Nachfrage. Der Markt ist gekennzeichnet durch technische Fehlsignale und schnelle unbedeutende Umkehrmuster.

## Vorteil von Volumenindikatoren
Volumen-Indikatoren sind unabhängig vom Kurs des Handelsobjektes. Wenn ein technischer Analyst einen Chart studiert, dann setzt sich der Chart aus vier Parametern zusammen: Eröffnungs-, Hoch-, Tief- und Schlusskurs. Nutzt der Analyst jedoch auch das Volumen, so erhält er damit einen weiteren Analyseparameter, der seine Erfolgswahrscheinlichkeit erhöht. 
Die Beziehung zwischen Kurs und Handelsvolumen ist komplex und in der Menge überfordernd. Wichtige Informationen könnten übersehen werden. Volumen-Indikatoren verbinden Kurs und Volumen miteinander und helfen dem Analysten bei seiner Handelsentscheidung.